# Järnek
Järnek (Ilex aquifolium) är en art i familjen järneksväxter. Järnek är en städsegrön buske eller träd som kan bli 10–15 meter högt. Växten förväxlas ibland med mahonia. De flesta delar av växten är giftiga för människor.
Träet från järnek är populärt bland annat för modellbyggande, då det möjliggör små och detaljerade föremål.

## Beskrivning

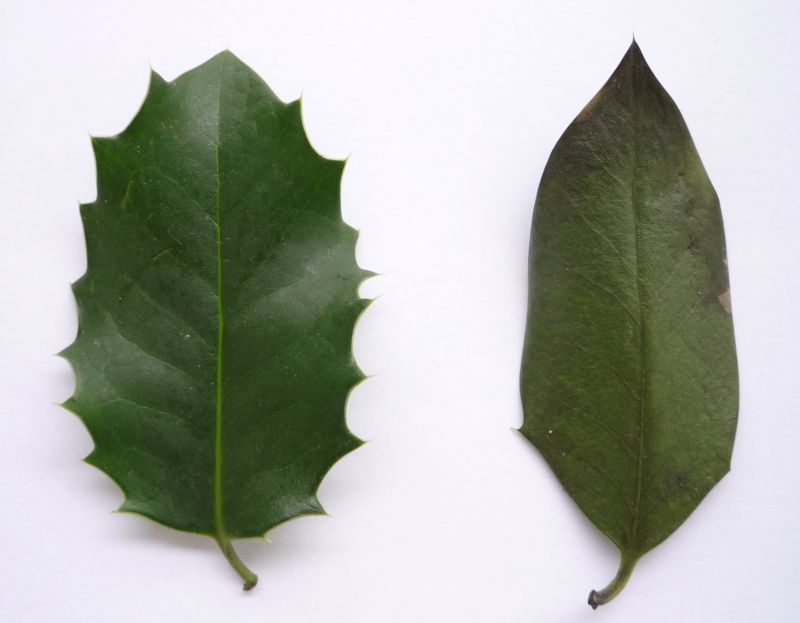
Blad från olika högt sittande grenar

Järneken är en städsegrön buske eller ett träd. Det kan ibland bli 10–15 meter högt och ha en diameter på stammen på mellan 40 och 80 cm. Barken är grå, bladen är 5–8 cm långa och 2–4 cm breda. På unga träd och lågt sittande grenar har bladen mellan 3 och 5 vassa tornar på varje sida. På äldre träd och högre sittande grenar saknas oftast tornar.
Träet är tungt, hårt och vitt. Det är homogent och saknar synliga årsringar. 
Järneken är tvåbyggare, dess blommor vita. Frukten är en liten stenfrukt 6–10 mm i diameter som innehåller fyra kärnor och inte frön, och är strängt taget inte det som botaniskt räknas som bär, även om man i dagligt tal kallar dem bär. Frukterna mognar under senhösten, men eftersom de är mycket bittra så äter inte fåglar dem förrän senare på vintern, när frosten gjort bären mildare.
Kärnorna gror mycket långsamt. Det kan ta både två och tre år, innan de spirar. Vegetativ förökning kan ske genom att grenar som berör marken kan slå rot. Även utlöpare kan förekomma, och så till den grad att det kan bildas riktiga buskgrottor kring moderträdet.
Järnek förväxlas ibland med Mahonia.

## Medicinskt
För människor är bären, och övriga delar av växten utom barken, giftiga. Bär verkar efter förtäring irriterande. Ett eller annat bär är inte ödesdigert, men om 10 eller fler bär förtärts rekommenderar Giftinformationscentralen att man vid lätta besvär ska ringa deras nummer; vid allvarligt problem nödnumret 112 och begära giftinformation.

## Habitat
Järnek kommer ursprungligen från västra och södra Europa, nordvästra Afrika och sydvästra Asien. Den förekom på 1820-talet vild i Bohuslän, men finns numera endast som odlad i södra Sverige.
Järnek klarar klimatet även längre norrut i Sverige, men blir där aldrig stora träd, bara små buskar.

## Användning
Järnek var en helig växt för druiderna. I de områden där trädet växer vilt är det även ett mycket populärt prydnadsträd. Det finns många framodlade varieteter, bland annat med brokiga, gula, tornfria eller mycket torniga blad.
Skott med bär används i många länder som juldekoration.
Träets egenskaper gör det lämpligt för snideri. Det har exempelvis använts för tillverkning av de vita schackpjäserna – till de svarta används ebenholts.
För avancerat modellbygge, till exempel extremt små fartygsmodeller, är det tillsammans med buxbom ett av de mest eftertraktade träslagen, på grund av att det möjliggör så små och detaljerade delar.
Innerbarken kan beredas till fågellim.

### Folkmedicin och folktro
Extrakt från barken har använts mot leveråkommor. Järnekblad har inom folkmedicin kokats och vattnet druckits som bot för "dålig mage", kolik, malaria och smittkoppor – notera att det alltså innebar intag av de giftiga bladen.
Järnek har trotts besitta magiska krafter:
- En järnek i trädgården ger huset skydd mot blixtnedslag och häxor och troll.
- Antalet bär förutspår hur sträng den kommande vintern blir. (Jämför samma tro om rönnbär.)
- Man kommer att drabbas av en stor olycka om man fäller en järnek (Storbritannien).
- Att ge järnek som vinterfoder till kreatur gör dem väl. Hur djuren uppfattar bladens nålvassa kanter omtalas inte.
- Att använda en piska av järnek vid hästkörning ger hästen extra styrka.
- Järnek skyddar huset mot vådeld.

## Etymologi
Aquifolum härleds från latin acus ”nål” och folium, “blad”, med syftning på de nålvassa tornarna på bladkanten.
Växten kallas även kristtorn, liksom många andra taggiga växter, som enligt sägen har bundits samman till Kristi törnekrona. De röda frukterna symboliserar därvid Kristi blod.

## Bilder

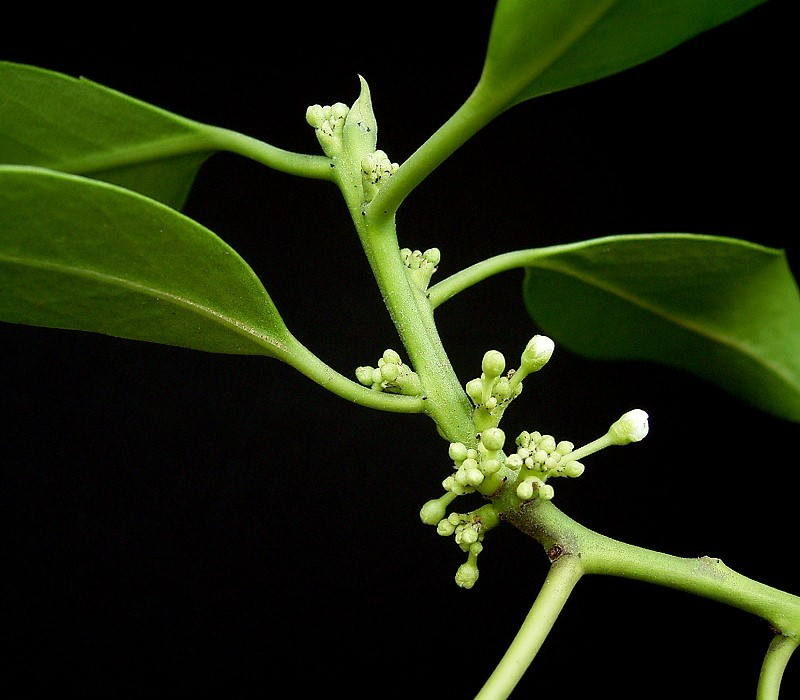
Honblommor
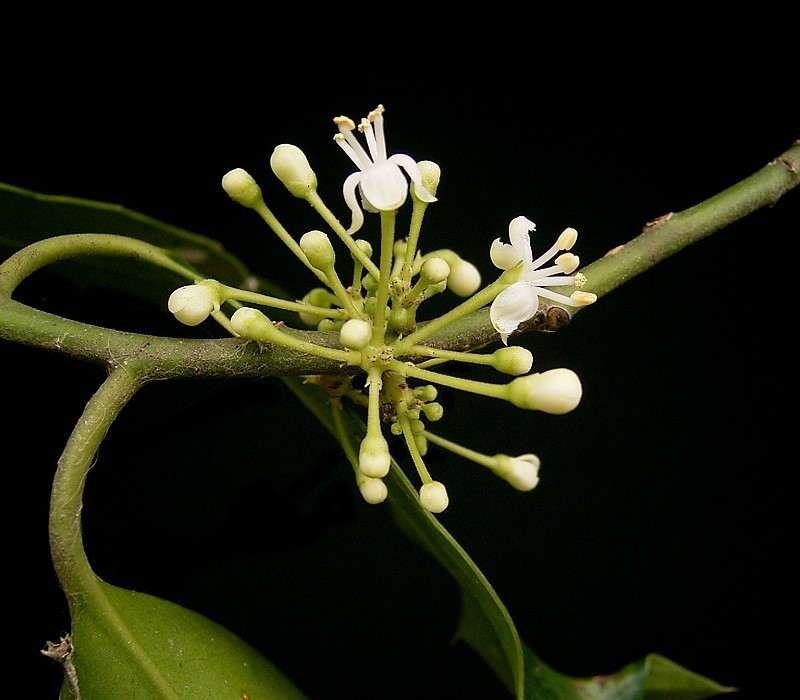
Hanblommor
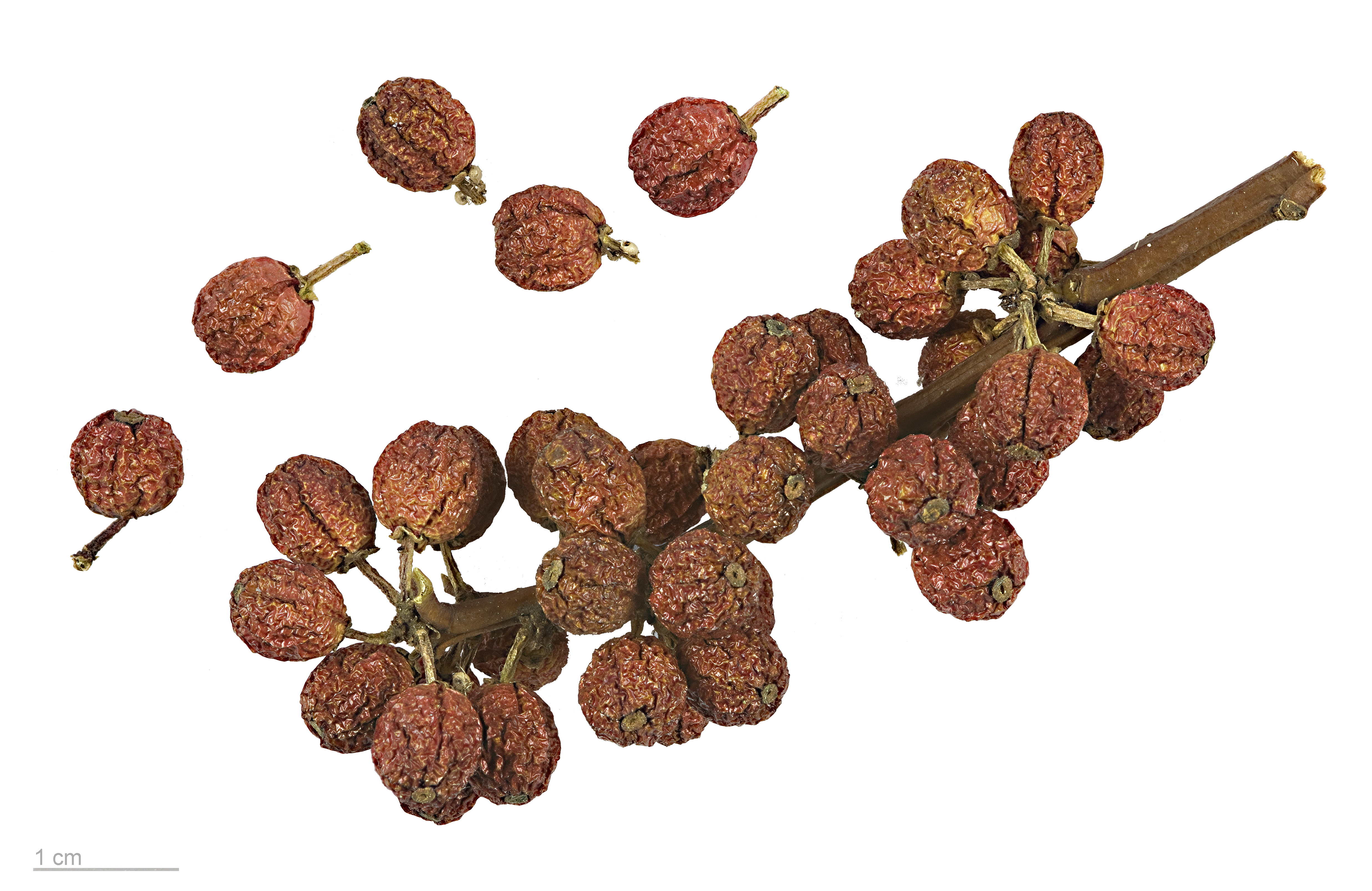
Fruktkapslar
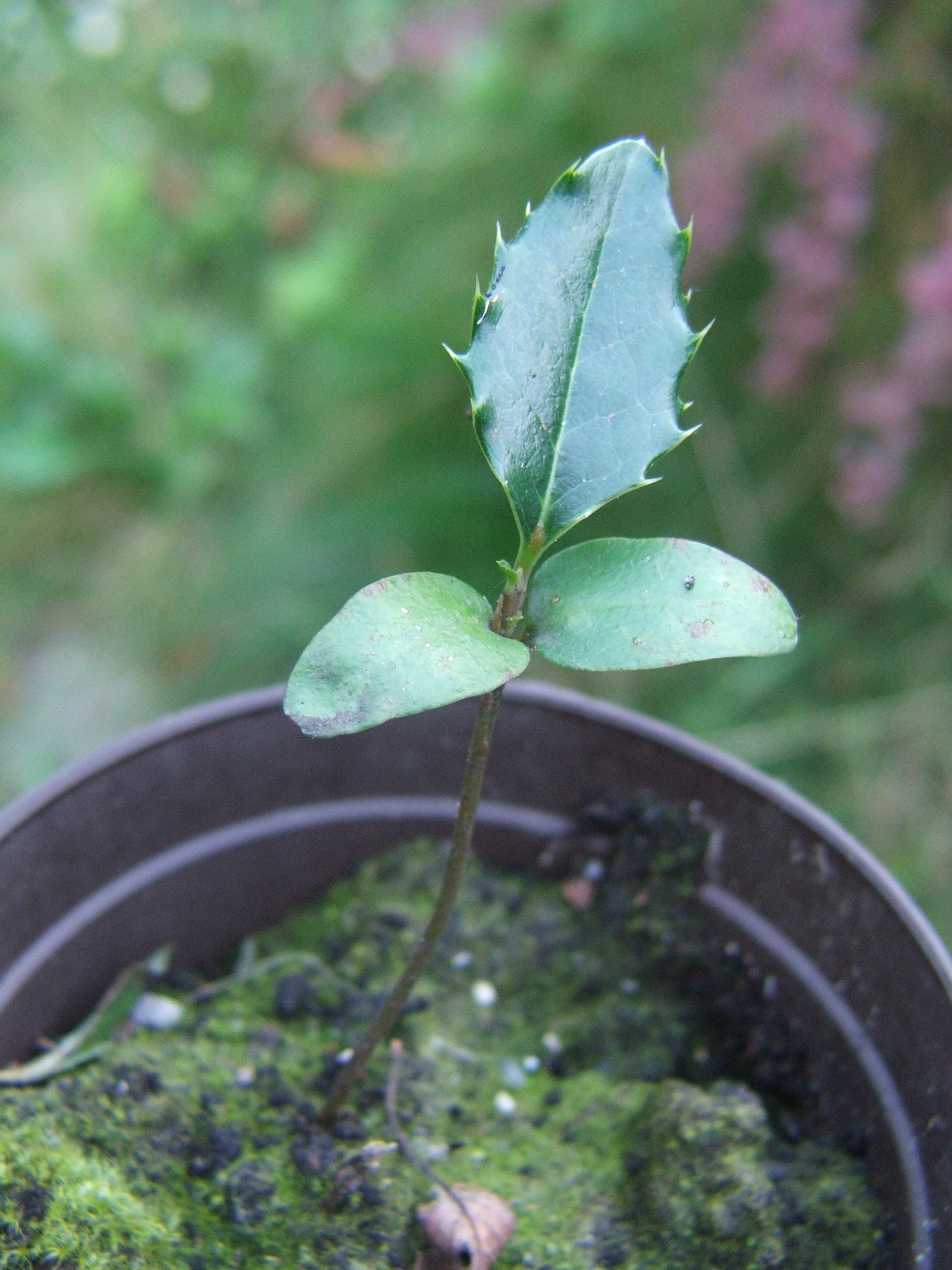
Ungt skott
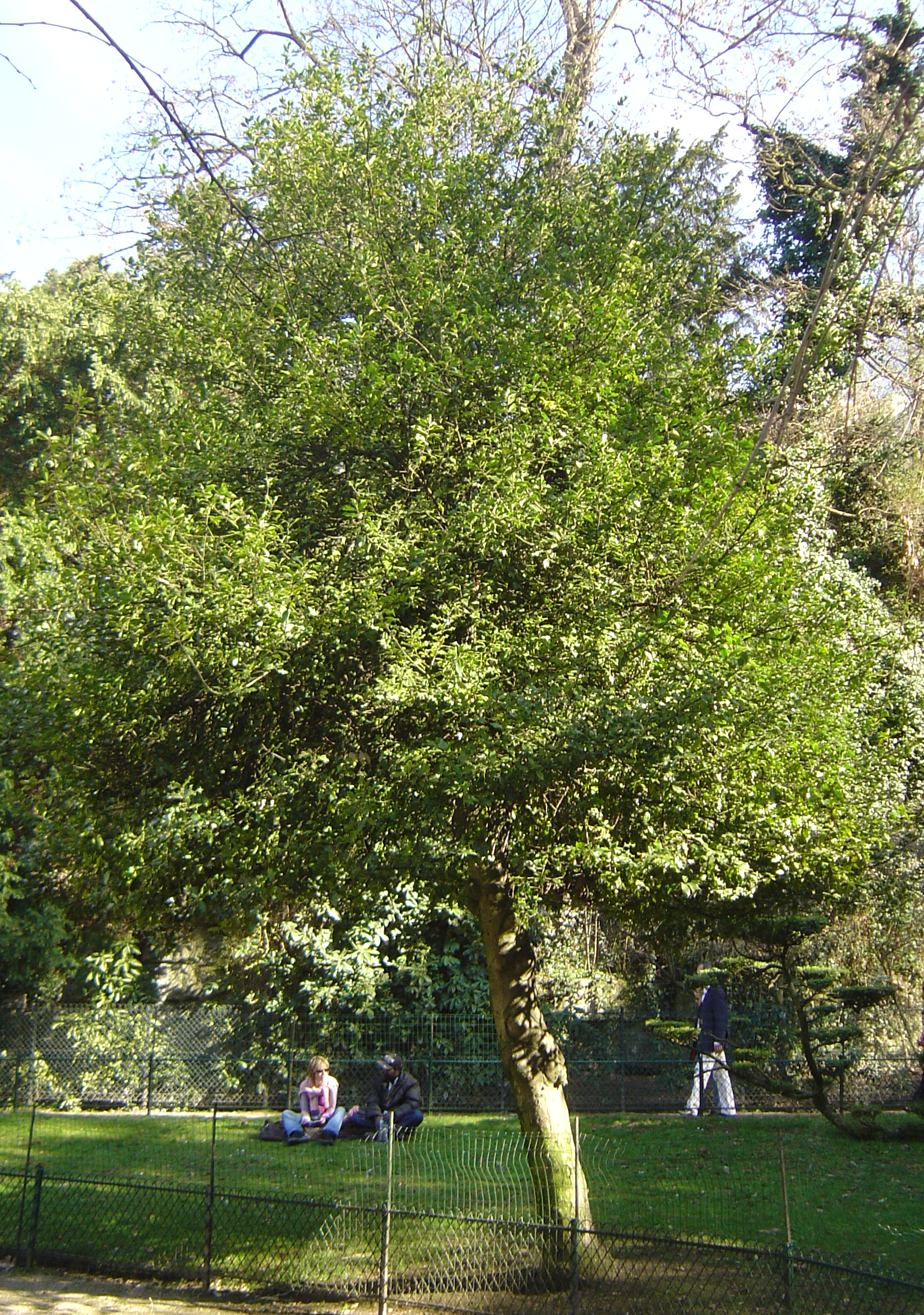
Vuxet träd i Paris
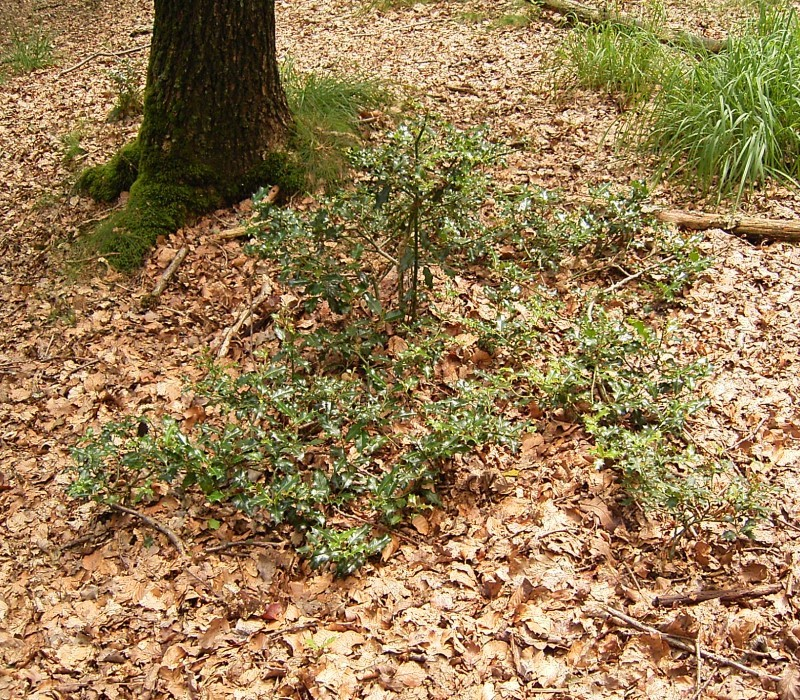
Utlöpare som slagit rot
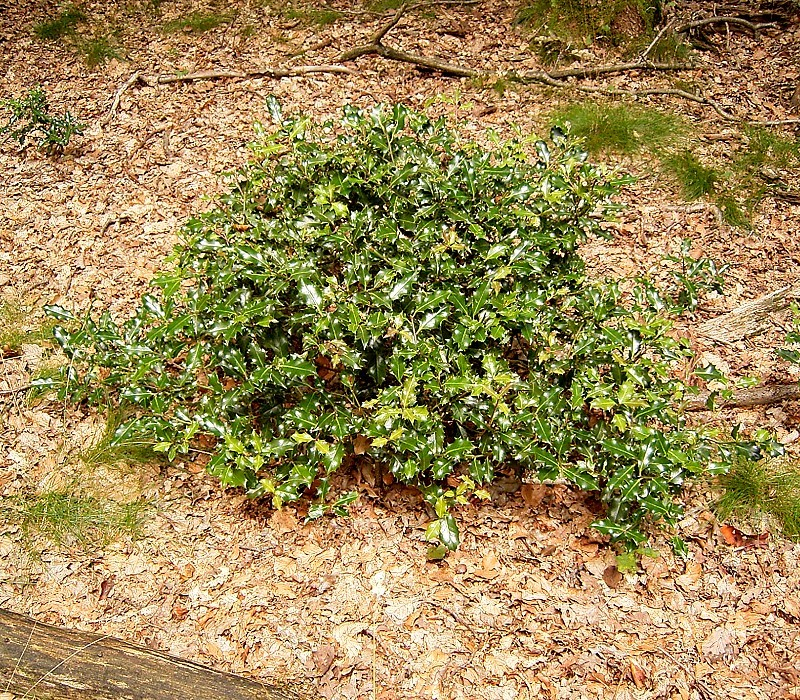
Buskage av utlöpare
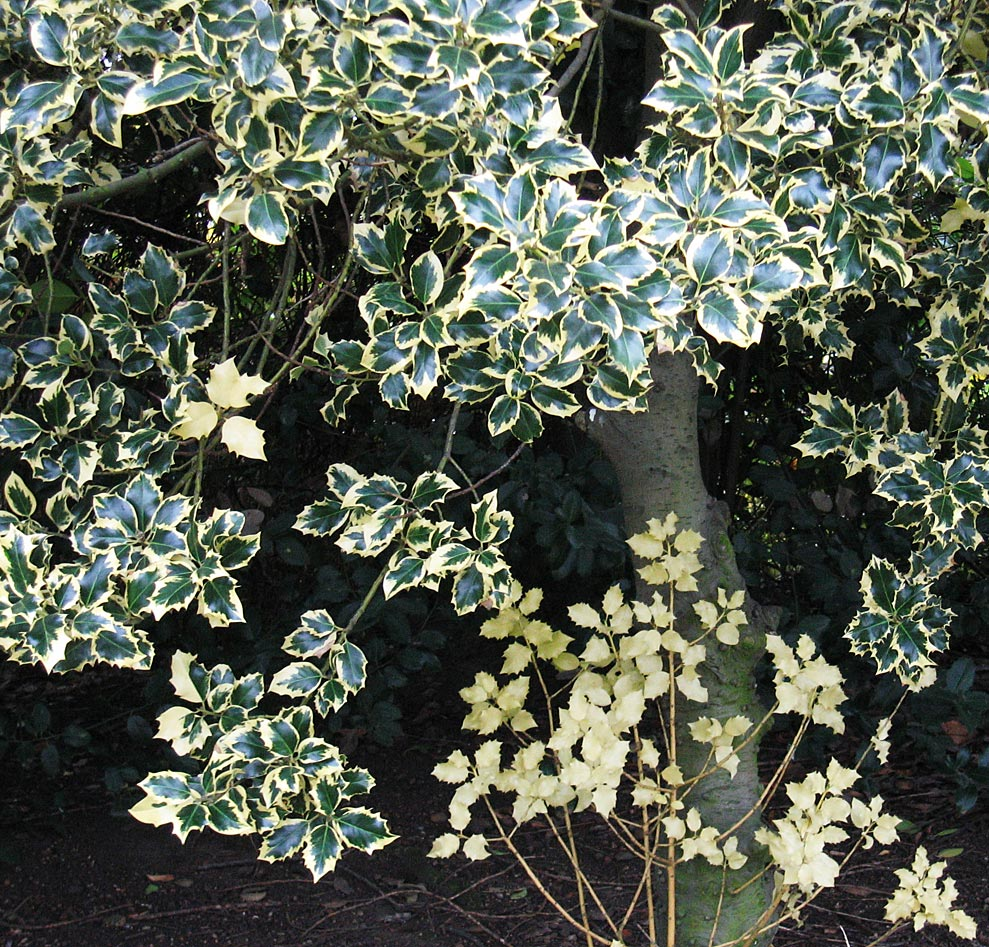
Varigerad form

### Utbredningskartor
- Norden
- Norra halvklotet – särmarkering för Ilex aquifolium ssp. aquifolium, Ilex aquifolium ssp. caspica samt några lokaler med fossil av järnek.
- Globalt – siffrorna anger antalet individer enligt data från Global Biodiversity Information Facility. Om siffra saknas, betyder det att endast en individ hittats.